# Misumenops nepenthicola
Misumenops nepenthicola är en spindelart som först beskrevs av Pocock 1898.  Misumenops nepenthicola ingår i släktet Misumenops och familjen krabbspindlar. Inga underarter finns listade i Catalogue of Life.